# 许家洞站
许家洞站是一个京广线上的铁路车站，位于湖南省郴州市苏仙区许家洞镇，目前为四等站，邮政编码为423000。目前客运：办理旅客乘降；行李、包裹托运；货运：办理整车货物发到；不办理危险货物发到。
车站建于1936年，当时设有3股道。1957年车站增修2股道并新建第二站台。1988年京广铁路衡广铁路复线建设中改建车站股道增加至11条，同时新建686平方米的站房，1988年9月29日开通:395。